# Стороженко, Алексей Петрович
Алексе́й Петро́вич Стороже́нко (1806—1874) —   украинский писатель, прозаик и этнограф.

## Биография
Происходил от старинного казацкого рода, отец его служил регистратором в канцелярии графа Николая Румянцева. Учился в Харьковском благородном пансионе М. Робуша (1821—1823), в 1824 г. поступил на военную службу в кавалерию унтер-офицером. Часто разъезжая по делам службы по Украине, слушал и записывал рассказы о старине, узнал немало интересных подробностей из старинного запорожского быта.
В 1828—29 годах принимал участие в войне с турками и в сражении под Журжей был контужен. В 1831 году он участвовал в польской кампании, в подавлении венгерского восстания (1849). В 1851 году, находясь в бессрочном отпуске, был назначен чиновником для особых поручений при киевском, подольском и волынском генерал-губернаторе Бибикове, а с 1854 года, выйдя в отставку, служил при нём в этой же должности, когда он стал министром внутренних дел. Занимался расследованием уголовных дел. 26 ноября 1855 года награждён орденом святого Георгия 4 класса за выслугу 25 лет в офицерских чинах.
В 1864 году был прикомандирован к графу Михаилу Муравьеву в Вильну и с тех пор безвыездно жил в Северо-Западном крае. В 1865—66 годах он был председателем учрежденной в Вильне ревизионной комиссии по делам римско-католического духовенства, проводил русификаторскую политику. С 1868 года в отставке.
Последние годы своей жизни провёл в своей усадьбе Тришин, которую он получил от правительства, как награду за свою деятельность в Северо-Западном крае, в то же время занимал должность брестского уездного предводителя дворянства и председателя съезда мировых судей.
Написал 14 сочинений на русском языке и 26 на украинском, которым владел в совершенстве. Материал для повестей черпал частью из личных наблюдений над малорусской жизнью, частью из народной словесности — сказок, преданий и анекдотов, преимущественно фантастических или юмористических. Находился под сильным влиянием дворянской романтической литературы, идеализировал взаимоотношения между помещиком и крепостным. Главное произведение Стороженко, «Марко Проклятый», представляет смесь разнородных преданий и поверий в сильной авторской переделке. Гораздо ближе к народным источникам стоят повести: «Два брата», «Женатый чёрт», «Скарб», «Се та баба». Ярким юмором отличается рассказ «Вусы». 23 украинских рассказа Стороженко были изданы в 1863 г. в Петербурге.
Некоторые произведения Стороженко на русский язык перевел Иван Бунин.
Похоронен на Тришинском кладбище.